# Coșbuc
Coșbuc é uma comuna romena localizada no distrito de Bistrița-Năsăud, na região histórica da Transilvânia. A comuna possui uma área de 48,52 km² e sua população era de 1996 habitantes, segundo o censo de 2007.